# ناحوم غوميز
ناحوم غوميز (بالإسبانية: Nahum Gómez)‏ هو لاعب كرة قدم مكسيكي في مركز الوسط، ولد في 19 يناير 1998 في Huejutla de Reyes ‏ في المكسيك. لعب مع إيفرتون دي فينا ديل مار.